# Kostel Nejsvětější Trojice (Albrechtice u Rýmařova)
Římskokatolický kostel Nejsvětější Trojice v Albrechticích u Rýmařova je barokní stavbou z roku 1752. Kostel je zapsán na seznamu kulturních památek České republiky.

## Historie
První zmínky o dřevěném kostele v Albrechticích se datují do roku 1351 (jeden pramen uvádí rok 1213). V roce 1655 byl postaven nový kostel s vlastní farností, ke které byly přifařeny vedlejší kostely Břidličná a Stránské. V roce 1655 byl přestavěn do barokní podoby a v té době pařil řádu německých rytířů. V roce 1751 kostel vyhořel a v roce 1752 byl přestavěn. Vlastníkem je římskokatolická církev. Kostel byl využíván ještě v sedmdesátých letech 20. století. Dle pramenu z roku 2006 byl kostel zanedbán a zdevastován. Předpokládané náklady na opravu nebo zakonzervování se pohybovaly v částce pěti milionů korun.

## Popis
Jednolodní orientovaná stavba na půdorysu latinského kříže ukončená mělkou apsidou s čtyřbokou sakristií na východní straně. V příčné ose bočních zdí jsou obdobně protilehlé apsidy pro boční oltáře. Apsida zakončuje západní (vstupní) část. Nad vstupním průčelím navazuje hranolová zvonice zakončena kopulí. V 19. století v rámci úprav byla v západní části kostela vestavěna hudební kruchta.

## Interier
Loď má valenou klenbu s výsečemi mezi pasy, uprostřed křížově. Strop byl zdoben freskami s figurálními motivy kruhového, oválného nebo půlkruhového tvaru symetricky rozmístěné na celé ploše stropu. Podle inventáře z roku 1800 byl v kostele oltář svaté Trojice, po pravé straně malý oltář sv. Jana Nepomuckého a vlevo oltář sv. Antonína Paduánského. V inventáři byly uvedeny monstrance, ciborium, kalich, svícen, tácky, kříže používané při pohřbu, kříže na oltářích, šest obrazů, dva zvony  a další  předměty ze dřeva, cínu a mosazi. V roce 1862 popis uváděl, že se v kostele nacházely tři oltáře, zdobená křtitelnice, varhany s několika hudebními nástroji na kůru, dva malé zvony ve věži a křížovou cestu v obrazech. V roce 1821 byl zavěšen do věže třetí zvon. V roce 1910 byly pořízeny nové varhany u firmy bratří Riegerových, kostel vydlážděn a vymalován podle plánů firmy Josef Hubsch z Prahy. V roce 1913 byly Spolkem svaté Terezie postaveny nové tři oltáře. V roce 1918 byly pořízeny nové varhanní píšťaly na místo rekvírovaných za první světové války. Taktéž zvony byly pořízeny nové a vysvěceny v roce 1925.